# Конституція Куби
Конституція Куби — основний закон Куби, що визначає державний устрій, порядок та засади діяльності представницьких, виконавчих та судових органів влади, виборчу систему, права й обов'язки держави, суспільства та громадян. 

## Колоніальні конституції

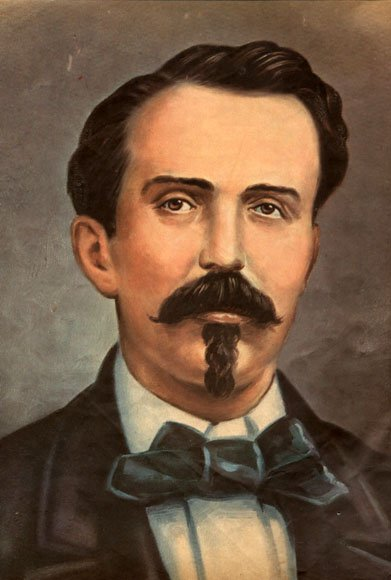
Карлос Мануель де Сеспедес

Під час іспанського колоніального панування, на Кубі з 19 березня 1812 року діяла Кадіська конституція, яка була однією з найбільш ліберальних для свого часу. З 5 липня 1834 року — Королівська хартія. 
30 червня 1876 року іспанським королем Альфонсом XII була  проголошена — Конституція Іспанії 1876 року. У цій конституції Іспанське королівство проголошувалось конституційною монархією.

## Конституції під час визвольної боротьби

### Конституція Ґуаймаро
Розвиток конституційного законодавства Куби почався ще у 1869 році, коли демократично налаштована креольська верхівка, яку підтримували широкі верстви населення, почали боротьбу проти іспанських колонізаторів. 10 квітня 1869 року делегати повсталих районів зібралися на «Конституційну Асамблею» у місті Ґуаймаро провінція Камаґуей. Головою Асамблеї був обраний Карлос Мануель де Сеспедес — очільник тимчасового уряду Сходу Куби. Асамблея стала першим парламентом в історії Куби, хоча Куба той час була ще іспанською колонією.
Проект першої кубинської конституції, який отримав назву Конституція Ґуаймаро, був затверджений Асамблеєю у той же день — 10 квітня 1869. Сам факт скликання Асамблеї став поворотним моментом в історії кубинського революційного руху.
В цьому документі проголошувалась незалежність Куби. Вона проголошувалась республікою; вищим законодавчим органом була Палата представників, а виконавча влада передавалась Кабінету міністрів. Конституція Ґуаймаро регулювала основні права та свободи людини, вільними вважалися всі громадяни країни у тому числі й негри-раби.
Конституція і утворена на її основі республіка, виникла після повстання, яке спалахнуло на Кубі 10 жовтня 1868 року, проіснували тільки до 1878 року, коли іспанці перемогли у так званій Десятирічній війні (1868—1878). 

### Конституція Бараґуа
15 березня 1878 року, під час протестів у Бараґуа, були сформовані основні положення Конституції Бараґуа, яка вступила в дію 23 березня 1878 року. Конституція Бараґуа була наслідком незгоди з підписаною Занхонською угодою, що передбачала капітуляцію кубинських повстанців перед іспанськими військами та поклала кінець Десятирічній війні на Кубі (1868-1878).
У Бараґуа протестанти погодилися текст Конституцію. Текст був дуже короткий, складався з п'яти пунктів. Відповідно до цієї конституції було створено Тимчасовий уряд, який складався з чотирьох осіб. Тимчасовий уряд присягнув на вірність народу і революції 16 березня 1878 року. Конституція Бараґуа діяла всього 74 днів.

### Конституція Хімаґуайю
Наступним етапом у розвитку конституційного процесу на Кубі стала Конституція Хімаґуайю. Вона появилася у ході Війни за незалежність Куби (24 лютого 1895—10 грудня 1898). Після того як національно-визвольна армія звільнила більшу частину країни, нова Конституційна Асамблея, утворена з представників армії, утвердила цю конституцію 16 вересня 1895 року в місті Хімаґуайю, що у провінції Камаґуей. Конституцією Хімаґуайу проголошувався розрив з метрополією та перетворення Куби в демократичну республіку. Керівництво країною було покладено на Урядову Раду, що складалася з Президента і чотирьох міністрів. Термін дії конституції обмежувався двома роками.

### Конституція 1897 року
Установчими зборами 29 жовтня 1897 року була прийнята нова Конституція Куби, яка відома як «Конституція Яя». В ній підтверджувались основні положення Конституції Хімаґуайу та з'являється новий розділ про основні права та свободи. Конституція 1897 року розроблялася у відповідності з основними лозунгами боротьби проти Іспанії та республіканського ладу.

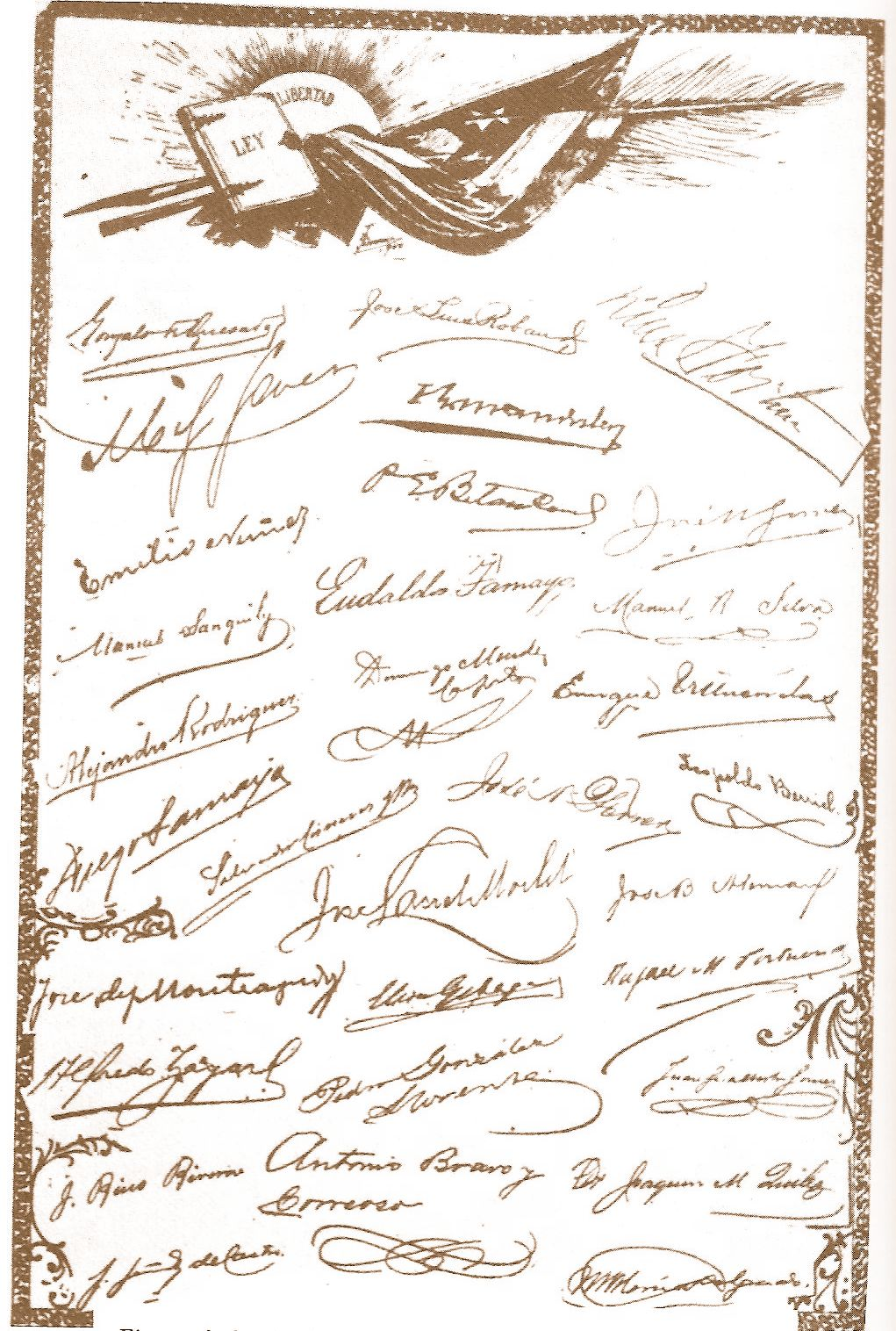
Сторінки Конституції Куби 1901 року, з розписами підписантів.

## Конституція Куби 1901 року
Нова конституція Куби була розроблена і прийнята 21 лютого 1901 року, в умовах гострої внутріполітичної боротьби. Установчі збори були скликані військовим губернатором США. Кубинська конституція 1901 року нагадувала конституцію Сполучених Штатів. В ній, під тиском США, було затверджені певні обмеження незалежності Куби. У так званій «поправці Платта», яка складалася з 8 положень: 
1. заборона владі Куби передавати частину кубинської території іншій країні;
2. влада Кубинської республіки зобов'язувалась не брати надмірних позик, «для виплати відсотків за яким та остаточних їх погашень після покриття поточних витрат уряду звичайні доходи острова виявляться недостатніми».
3. надавалося право США на інтервенцію «для охорони незалежності Куби, підтримки уряду, здатного захистити життя, власність і свободу особистості».
4. передбачалося визнання Кубою всіх акцій здійснених в період військової окупації і всіх прав, придбаних в цей період.
5. Куба зобов'язувалась дотримуватися вже введені санітарні правила.
6. Куби передавала острів Пінос США, його доля мала вирішитися окремою угодою.
7. Куба зобов'язалася надати США землі для військово-морських баз та вугільних концесій.
8. Куба зобов'язувалася включити «Поправку Платта» в угоду з США.

Тільки одне положення «Поправку Платта» було внесено до угоди між Кубою та Сполученими Штатами, яка була підписана 9 червня 1934 року. Це відбулося завдяки Політиці добросусідства, яку проводив президент Рузвельт. США залишивши собі право постійної оренди військово-морської бази у Ґуантанамо.

## Конституція Куби 1940 року
1 липня 1940 року нова конституція була прийнята Конгресом, а 10 жовтня 1940 року набула чинності. Вона була розроблена під час президентства Федеріко Ларедо Бру. Конституція Куби 1940 року була найпрогресивнішою за усі попередні. Все ж частина положень, які декларувались у новій конституції, залишилися тільки на папері. 
У Конституції 1940 року була проголошена рівність громадян перед законом, заборонялася расова дискримінація за кольором шкіри, статі, расі чи класовій приналежності. Була зафіксована свобода політичних партій і профспілок, встановлювався гарантований мінімальна заробітна плата, право на щорічні відпустки, матеріальне забезпечення по старості та безробіття. Конституція вводила земельну та освітню реформи.
Законодавча влада належала Конгресу, який складався з двох палат: Сенату та Палати представників, виконавча влада: Президенту та Уряду. У ряді випадків конгрес міг висловлювати недовіру уряду в цілому та окремим міністрам. У порівнянні з Конституцією 1901 року були дещо звужені повноваження президента. Характеризуючи в цілому Конституцію 1940 року слід зазначити, що вона була типовою демократичною конституцією.
Коли президентом Куби у 1925 році став колишній міністр внутрішніх справ генерал Херардо Мачадо, було встановлено диктаторський режим. Поправки, внесені до конституції, продовжували термін перебування президента на посаді до 6 років з правом переобрання. Після того, як Мачадо подати у відставку, новий президент Куби Карлос Мануель-де-Сеспедес скасував внесені при Мачадо поправки.
У 1952 році на Кубі відбувся державний заколот, в ході якого до влади прийшов Фульхенсіо Батиста. Під час правління Батісти частину положень конституції було припинено Конституційним статутом 1952 року. Замість Конгресу була введена Консультативна рада, яка, виконувала дорадчі функції. Права особи, могли обмежуватись постановами уряду.

## Конституція 1976 року

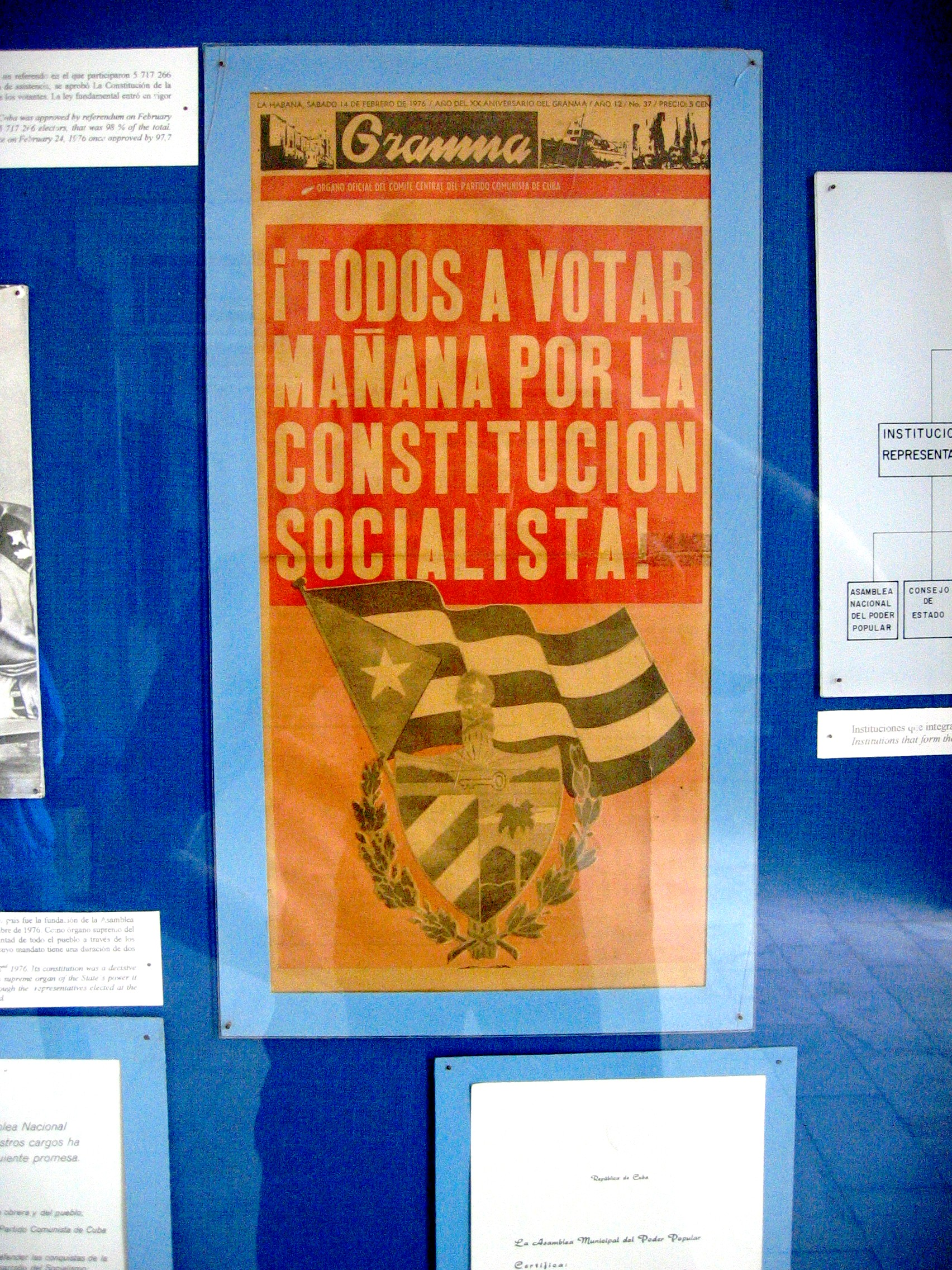
Плакат, який закликає громадян голосувати за те, щоб шляхом внесення поправок до Конституції, зробити соціалістичний лад незмінним та безповоротним.

Після збройного заколоту Фіделя Кастро та його перемога призвели до усунення від влади Батісто. Після призначення Фіделя Кастро на посаду прем'єр-міністра, в історії Куби розпочалась нова ера розвитку, яка ознаменувалася новими конституційними перетвореннями у країні. Прихід кубинських комуністів до влади відзначився початком великих кадрових та політичних перетворень. Були усунуті від влади усі старі чиновники, створено революційні трибунали які могли виносити рішення з будь-яких питань. Революційні трибунали стали знаряддям у боротьбі з тими, хто не поділяв комуністичних поглядів. Конституційний процес на Кубі відновився на принципово новій основі.
7 лютого 1959 року Революційний уряд, якому належала законодавча влада, прийняв Основний закон Республіки, який був розроблений на основі Конституції 1940 року. У 1975 році партійно-урядова комісія підготувала проект нової конституції. Після схвалення на Пленумі ЦК Комуністична партія Куби, проект конституції був винесений на всенародне обговорення. 15 лютого 1976 року на референдумі взяло участь 98% зареєстрованих виборців, нову конституцію підтримало 97,7% виборців. 24 лютого 1976 року нова конституція набула чинності. 
У Конституції 1976 року декларувалися основні демократичні положення Конституції 1940 року. Куба проголошувалась незалежною та суверенною державою, організованою у формі унітарної демократичної республіки. Відновлювались демократичні права та свободи. В конституції було узаконено конфіскацію майна, експропріацію земельних наділів, націоналізацію підприємств, які були власністю США. Закріплялося поєднання законодавчої та виконавчої влади в руках уряду. Президент виконував в основному представницькі функції. Уряд мав право вносити зміни до Основного закону та видавати конституційні закони.
Для створення видимості демократичних перетворень, і одночасого закріплення «досягнень» комунізму, почалася інституціоналізація політичної системи: чітко розмежовувалися функції державних органів, партійних комітетів та громадських організацій. У порядку експерименту уряд у 1974 році наважився провести вибори у місцеві органи народної влади, в одній провінції Манантас.
Конституція республіки Куба складається з Преамбули і 141 статті, розміщених у 12 розділах. Конституція Куби охоплює своїми регламентаціями всі сфери життя кубинського суспільства. Вона визначає не тільки політичні, але й соціальні, економічні принципи розвитку держави, принципи розвитку освіти, культури, устрій сім'ї. Держава проникає у всі сфери суспільного життя.
Незважаючи на декларування великої кількості прав та свобод у конституції, вони майже усі були декларативними. Поряд з цим закріплюється керівна та спрямовуюча роль Комуністичної партії Куби, яка є вищою керівною силою суспільства і держави (Стаття 5 Конституції Куби). Конституцією 1976 року на Кубі було конституційно закріплені основи тоталітарного суспільства.
У Конституція 1976 року тричі вносились поправки: 1978, 1992 та 2002 роках. Так у 1978 році Східний блок розвалився, і Куба зіткнулася з економічною кризою в Особливий період. 
У 1992 році були внесені поправки до конституції, які скасовували певні обмеження у відношенні до іноземних інвесторів та надавали іноземним корпораціям обмежене право на володіння власністю на Кубі, якщо вони створили спільні підприємства з кубинським урядом. Цією ж поправкою забезпечувалась відсутність дискримінації на релігійному ґрунті, дозволено надання соціальних послуг з боку сектантських міжнародних благодійних організацій, віруючим було дозволено вступати у Комуністичну партію Куби. Загалом було внесено більше ніж 100 змін та поправок. 
26 червня 2002 року Кубинська конституція була знову змінена, з метою уточнення того, що соціалістичний лад Куби є незмінним та безповоротним.